# ماكان تونكارا
ماكان تونكارا (بالفرنسية: Maakan Tounkara)‏ مواليد 12 مارس 1983 في فرنسا، هي لاعبة كرة يد فرنسية. مثلت منتخب فرنسا لكرة اليد للسيدات. شاركت في دورة الألعاب الأولمبية الصيفية سنة 2008.

## سجل المنافسة
شاركت في البطولات التالية:
- بطولة العالم لكرة اليد للسيدات 2013

## روابط خارجية
- ماكان تونكارا على موقع الاتحاد الأوروبي لكرة اليد (الإنجليزية)
- ماكان تونكارا على موقع أوليمبيديا (الإنجليزية)
- ماكان تونكارا على موقع اللجنة الأولمبية الفرنسية (مؤرشف) (الفرنسية)